# Gerhard-Uhlhorn-Kirche

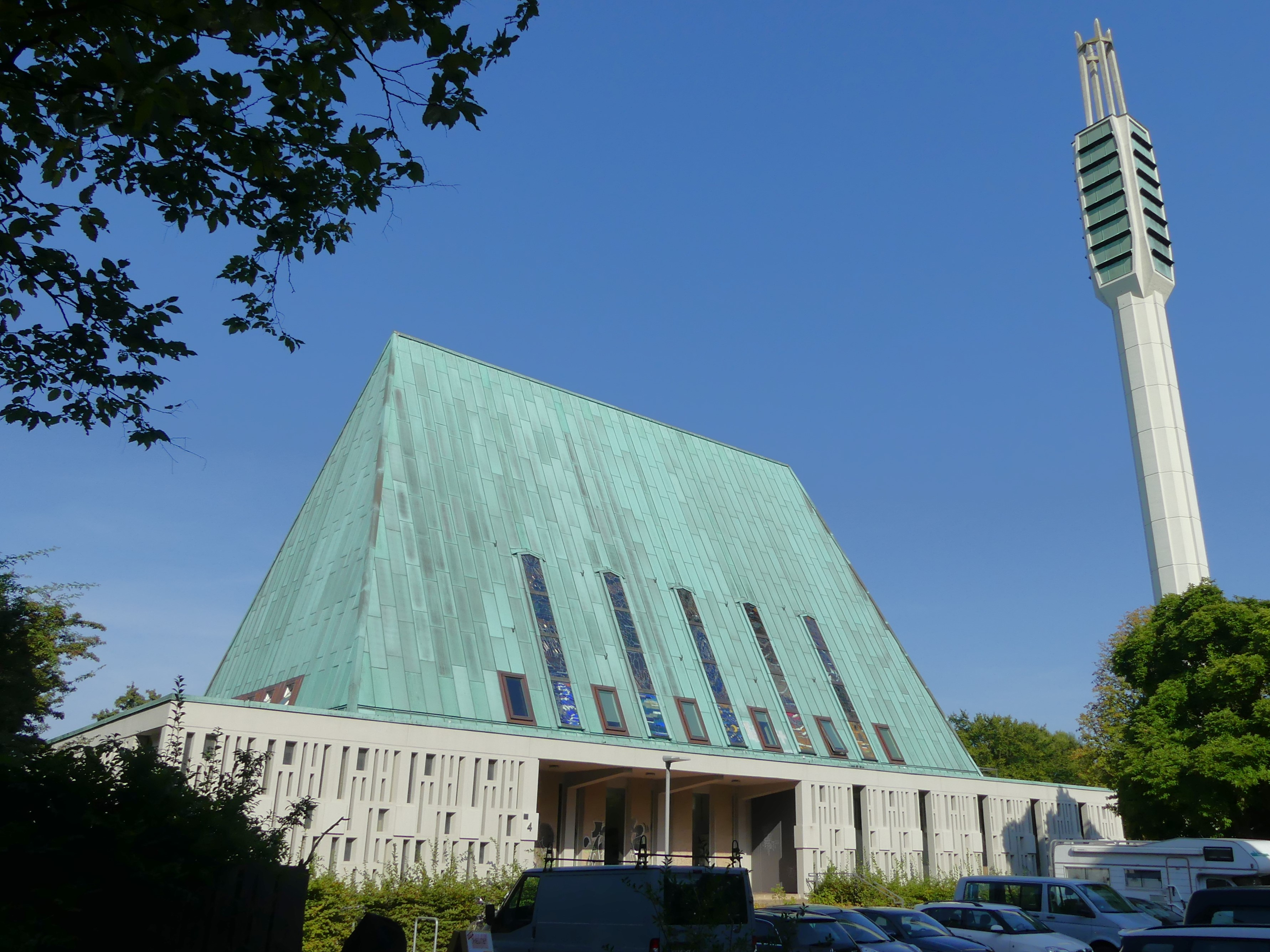
Gerhard-Uhlhorn-Kirche 2024

Die Gerhard-Uhlhorn-Kirche ist eine ehemalige evangelisch-lutherische Kirche im hannoverschen Stadtteil Linden-Nord. Das Gebäude wird heute als Studentenwohnheim genutzt.

## Kirchenbau
Die nach Gerhard Uhlhorn benannte und von dem Architekten Reinhard Riemerschmid entworfene Kirche wurde 1963 fertiggestellt. Bis dahin feierte die 1955 entstandene Kirchengemeinde ihre Gottesdienste in einem umgebauten Bootshaus. Die Gerhard-Uhlhorn-Kirche ist ein typischer Bau der 1960er Jahre mit durchbrochenen Strukturbetonwänden und einem steilen, offenen Walmdach mit Kupferbedeckung. Der freistehende Glockenturm ist schlank gehalten und wird wegen seiner markanten Form im Volksmund auch als „Mikrofon Gottes“ bezeichnet. Die vier zur Krone vereinten Kreuze symbolisieren eine Kornähre. Idyllisch im Grünen am Leineufer gelegen, wird die Kirche als städtebauliches Denkmal angesehen. Der Innenraum der Kirche ist klar gegliedert und kommt ohne Stützen aus; so erschließt sich der Sakralraum in voller Größe.
1999 wurden farbige Fenster der Berliner Glasmalerin Ingrid Schuhknecht eingebaut, die den zweiten bis sechsten Tag der Schöpfung illustrieren.
Seit 2009 ist die Gerhard-Uhlhorn Kirchengemeinde mit der Kirchengemeinde der Bethlehemkirche fusioniert und bildet mit ihr die evangelisch-lutherische Kirchengemeinde Linden-Nord.

## Verkauf und Nachnutzung
Während der Restaurierung und Renovierung der Bethlehemkirche diente die Gerhard-Uhlhorn-Kirche der Kirchengemeinde bis Ostern 2012 als Gottesdienststätte und wurde nach der Wiederinbetriebnahme der Bethlehemkirche nicht mehr genutzt. Am Volkstrauertag 2012, dem 18. November 2012, wurde die Kirche entwidmet und stand bis 2016 zum Verkauf.
Im März 2016 erwarben zwei Projektentwickler das Gebäude und bauten es ab Herbst 2018 zu einem Studentenwohnheim um. Die Außenhülle des Gebäudes blieb weitgehend in der ursprünglichen Form bestehen, wobei allerdings Fassadenschlitze für Loggien in die originalen Betonglasfensterfassaden eingeschnitten wurden. Im ausgeräumten ehemaligen Kirchenschiff entstanden neu eingestellt über zwei Geschosse 31 Kleinwohneinheiten für Studierende sowie Gemeinschaftsräume. Altar und Hängekreuz wurden verhüllt. Im September 2019 wurden die Räumlichkeiten bezogen.